# Tone Anne Alvestad Seland
Tone Anne Alvestad Seland (født 26. februar 1967) er en tidligere norsk håndboldspiller. Hun spillede tolv kampe og scorede fi mål for norges håndboldlandshold fra 1989 til 1990, og deltog under VM i 1990, hvor det norske håndboldlandshold kom på en sjetteplads.